# TOHOシネマズ天神
TOHOシネマズ天神（とうほうシネマズてんじん）は福岡県福岡市中央区天神で、東宝系作品を中心に上映するTOHOシネマズ経営・運営の映画館。きらめき通り沿いの天神東宝ビルにある「天神本館」と、ソラリアプラザにある「天神ソラリア館」の2館からなったが、天神本館が2017年3月31日をもって閉館されたため、現在は天神ソラリア館（3スクリーン）のみが営業している。

本項では1997年3月15日から2017年3月31日まで営業した「天神本館」（旧「天神東宝」）及び、前身となった施設「福岡宝塚会館」（ふくおかたからづかかいかん）について扱い、天神ソラリア館については、

## 沿革
福岡宝塚会館
- 1956年12月1日：株式会社福岡宝塚会館設立。
- 1957年4月20日：福岡市中洲にて「福岡宝塚会館」（宝塚劇場・スカラ座・東宝シネマ・東宝名画座）の営業を開始。
- 1961年11月1日：合併により（株）福岡宝塚会館が「東宝九州興行株式会社」に改称される。
- 1977年：東宝シネマ・東宝名画座を「東宝シネマ1・2」に改称。
- 1986年8月1日：改装により5スクリーン化（宝塚劇場・スカラ座・宝塚シネマ1・2・3）。
- 1993年：全スクリーン名を「福岡宝塚1・2・3・4・5」に統一。
- 1997年3月14日：福岡宝塚会館を閉館。

天神東宝→TOHOシネマズ天神
- 1997年3月15日：天神東宝ビルがグランドオープン。6スクリーンのシネマコンプレックス「天神東宝」の営業を開始。
- 1999年3月1日：東宝九州興行が「九州東宝株式会社」に社名変更。
- 2008年3月1日：九州東宝がTOHOシネマズに吸収されたことに伴い、天神東宝がTOHOシネマズの運営となる。
- 2012年1月21日：ソラリアプラザにあった映画館「ソラリアシネマ1・2・3」（2011年11月30日閉館）と統合し、館名を「TOHOシネマズ天神」に改称。天神東宝が「本館」、ソラリアシネマが「ソラリア館」となり、総計9スクリーンのシネマコンプレックスとなる[1]。
- 2016年9月30日：建て替えに伴い2017年3月末をもって本館を閉館することを発表[2]。
- 2017年
  - 2月28日：天神東宝ビル跡地に「リッチモンドホテル福岡天神西通り」を2019年春に開業することを発表[3]。
  - 3月31日：天神本館を閉館。同年4月1日以降はソラリア館のみの営業となる。

## データ
| 施設                                              | 所在地                           | 現況                                                   | 運営 |
| ------------------------------------------------- | -------------------------------- | ------------------------------------------------------ | --- |
| 福岡宝塚会館 （1957 - 1997）                      | 福岡県福岡市 博多区中洲5丁目5-1  | 三井ガーデンホテル福岡中洲 （2020年7月1日開業）        | 株式会社福岡宝塚会館 （1957年4月20日 - 1961年11月30日） ↓ 東宝九州興行株式会社 （1961年12月1日 - 1997年3月14日）                                                   |
| 天神東宝 ↓ TOHOシネマズ天神・本館 （1997 - 2017） | 福岡県福岡市 中央区天神2丁目6-27 | リッチモンドホテル福岡天神西通り （2019年3月22日開業） | 東宝九州興行株式会社 （1997年3月15日 - 1999年2月28日） ↓ 九州東宝株式会社 （1999年3月1日 - 2008年2月29日） ↓ TOHOシネマズ株式会社 （2008年3月1日 - 2017年3月31日） |

## 概要

### 福岡宝塚会館
1957年4月20日、福岡市博多区中洲に「福岡宝塚会館」が開業。1904年から存在した芝居小屋『寿座』の跡地に、宝塚劇場（開業当時の座席数は1302席）、スカラ座（同807席）、東宝シネマ（同675席）、東宝名画座（同252席）の4スクリーンを有する映画館ビルとして建てられた。当時の福岡市内には81スクリーンの映画館が存在し、そのうち中洲には当館4スクリーンを含む21スクリーンがあった。
1986年8月1日、東宝シネマと名画座を分割改装し、宝塚シネマ1・2・3としたことに伴い、5スクリーンの映画館ビルになる。更に1993年には全スクリーン名を「福岡宝塚1・2・3・4・5」に統一したが、同ビルの老朽化や中洲地区の治安の悪化、さらに外資系シネマコンプレックス「AMCシアターズ」の進出（AMCキャナルシティ13、現・ユナイテッド・シネマ キャナルシティ13）もあり、競合を避けるため1997年3月14日をもって福岡宝塚会館を閉館。『アラビアのロレンス』等の名作映画を特別興行して40年間の歴史を全うした。閉館後の跡地は福岡県の不動産会社「福住」が管理・運営する24時間駐車場『ニューパーク中洲』を経て、2020年7月1日に『三井ガーデンホテル福岡中洲』がグランドオープンし、現在に至る。
| スクリーン | 所在階  | 旧館名                             | 座席数 （閉館時） |
| ---------- | ------- | ---------------------------------- | ----------------- |
| 1          | 地下1階 | 東宝シネマ→東宝シネマ1→宝塚シネマ1 | 468               |
| 2          | 地下1階 | 宝塚シネマ3                        | 79                |
| 3          | 2階     | 福岡宝塚劇場                       | 625               |
| 4          | 5階     | スカラ座                           | 556               |
| 5          | 7階     | 東宝名画座→東宝シネマ2→宝塚シネマ2 | 228               |

### 天神東宝→TOHOシネマズ天神・本館
天神本館は1997年3月15日にオープンした天神東宝ビル内にあった。天神東宝ビルがあった場所には、1985年から1996年までの11年間『エリア・ドゥ』という商業施設が存在していた。同ビルの立地としては岩田屋本店本館（旧・Z-SIDE）前にあたる。
その後2001年5月にリニューアルオープン。チケット売場は1階にあり、上映されている作品のチケットはここですべて購入できた。2008年2月29日までは、九州東宝株式会社が経営・運営していたが、翌3月1日にTOHOシネマズ株式会社に経営統合された。

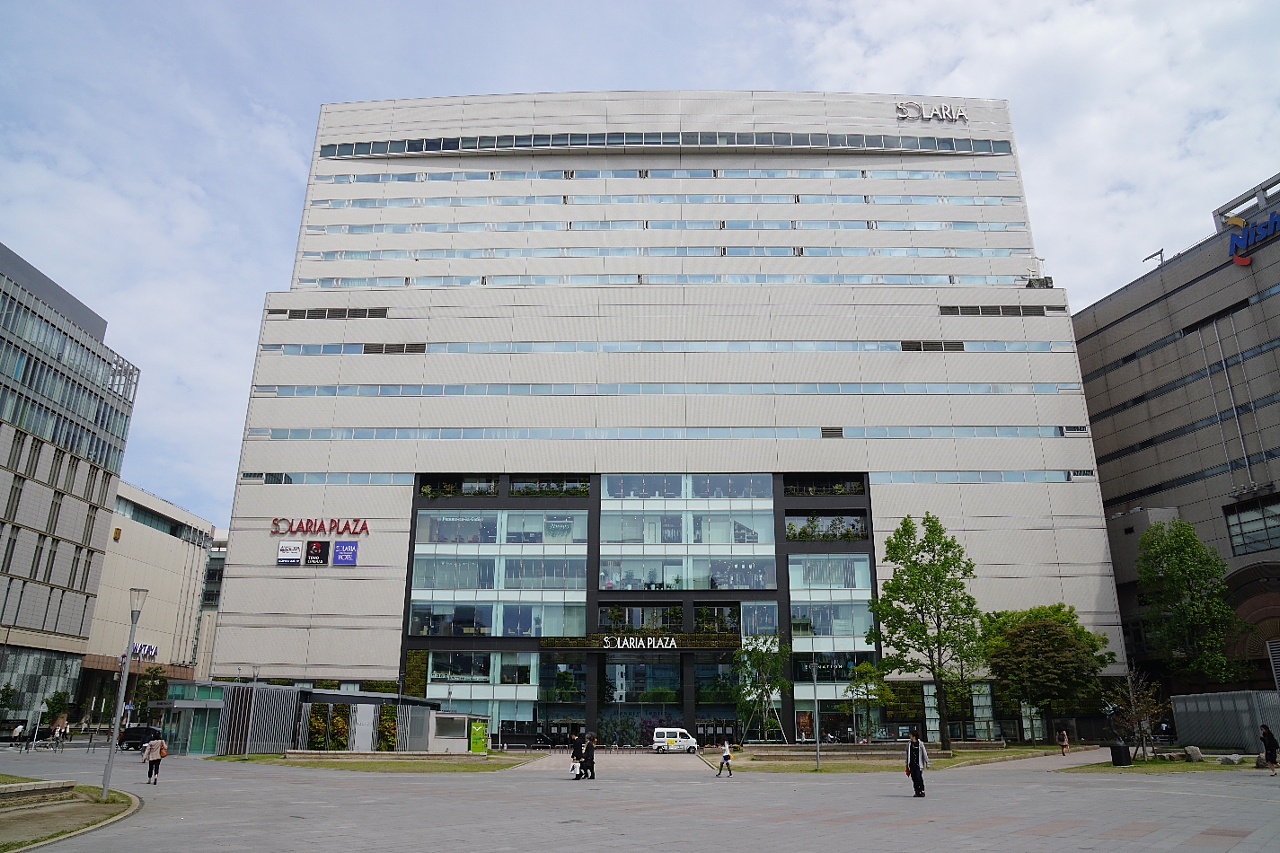
TOHOシネマズ天神・ソラリア館があるソラリアプラザ。

そして2012年1月21日には、前年の11月30日を以て閉館したソラリアシネマを改装し「TOHOシネマズ天神ソラリア館」としてリニューアルオープン、天神東宝に関しても同日を以て「TOHOシネマズ天神本館」へと名称を変更した。
東宝系のシネコンとしては、旧天神東宝が第1号である（東宝がヴァージンシネマズを買収してTOHOシネマズになる以前も含めて）。なお、天神東宝時代には「vit」及び「シネマイレージ」は対象外であった。
天神東宝ビルは開業から20年が経過し、建て替えの必要性もあったことから2017年3月31日をもってTOHOシネマズ天神・本館をすべて閉館。跡地にはビジネスホテル「リッチモンドホテル福岡天神西通り」が2019年3月22日に開業した。なお、天神東宝時代の2010年から実施していた『午前十時の映画祭』は、本館の閉館を機に大洋映画劇場へと移行されたが、大洋映画劇場が2024年3月31日をもって閉館したため、同年4月からはkino cinema天神へと移行している。

## システム
全席指定・定員入替制となっている。そのため、前売券・株主券などの券は本館1階及びソラリア館7Fで当日券（時間指定券）に引き替えてから、各劇場に入場するシステムになっている。チケット売場で購入できるチケットは、鑑賞日当日分（当日券の購入）のみと、今後公開の前売券が購入できる。また、他のTOHOシネマズ同様PCと携帯によるチケット販売「vit」及び会員システムの「シネマイレージ」にも対応する。

## 各館の概要
各館とも全スクリーンデジタル対応。
天神本館
| スクリーン | 定員（座席数） | 車椅子スペース | 3D対応 |
| ---------- | -------------- | -------------- | ------ |
| 1          | 290            | 2              | ○      |
| 2          | 50             | 1              |        |
| 3          | 239            | 2              |        |
| 4          | 113            | 1              |        |
| 5          | 222            | 2              |        |
| 6          | 112            | 1              | ○      |

天神ソラリア館
| スクリーン | 定員（座席数） | 車椅子スペース | 3D対応 |
| ---------- | -------------- | -------------- | ------ |
| 7          | 259            | 2              | ○      |
| 8          | 113            | 2              |        |
| 9          | 61             | 1              |        |